# Hayes Glacier
Hayes Glacier är en glaciär i Antarktis. Den ligger i Östantarktis. Argentina och Storbritannien gör anspråk på området. Hayes Glacier ligger 4 meter över havet.
Terrängen runt Hayes Glacier är kuperad åt sydost, men norrut är den platt. Havet är nära Hayes Glacier åt nordväst.  Trakten är obefolkad. Det finns inga samhällen i närheten.